# Jeff Davis (skoczek narciarski)
Jeff Davis, właśc. Jeffrey Logan Davis (ur. 19 marca 1958 w Havre de Grace) – amerykański skoczek narciarski. Olimpijczyk (1980), uczestnik mistrzostw świata (1978).

## Igrzyska olimpijskie

### Indywidualnie
| 1980 Lake Placid | – | 17. miejsce (K-86), 44. miejsce (K-114) |

### Starty J. Davisa na igrzyskach olimpijskich – szczegółowo
| Miejsce | Dzień     | Rok  | Miejscowość | Skocznia            | Punkt K | Konkurs  | Skok 1 | Skok 2 | Nota      | Strata   | Zwycięzca      |
| ------- | --------- | ---- | ----------- | ------------------- | ------- | -------- | ------ | ------ | --------- | -------- | -------------- |
| 17.     | 17 lutego | 1980 | Lake Placid | MacKenzie Intervale | K-86    | indywid. | 80,0 m | 84,0 m | 226,3 pkt | 40,0 pkt | Toni Innauer   |
| 44.     | 23 lutego | 1980 | Lake Placid | MacKenzie Intervale | K-114   | indywid. | 96,0 m | 83,0 m | 176,5 pkt | 94,5 pkt | Jouko Törmänen |

## Mistrzostwa świata

### Indywidualnie
| 1978 Lahti | – | 44. miejsce (K-85) |

### Drużynowo
| 1978 Lahti | – | 10. miejsce |

### Starty J. Davisa na mistrzostwach świata – szczegółowo
| Miejsce | Dzień     | Rok  | Miejscowość | Skocznia     | Punkt K | Konkurs  | Skok 1 | Skok 2 | Nota                 | Strata   | Zwycięzca     |
| ------- | --------- | ---- | ----------- | ------------ | ------- | -------- | ------ | ------ | -------------------- | -------- | ------------- |
| 44.     | 18 lutego | 1978 | Lahti       | Salpausselkä | K-85    | indywid. | 69,5 m | 77,5 m | 184,9 pkt            | 68,3 pkt | Matthias Buse |
| 10.     | 22 lutego | 1978 | Lahti       | Salpausselkä | K-85    | druż.    | 89,0 m | –      | 348,3 pkt (84,5 pkt) | 95,5 pkt | NRD           |

## Puchar Świata

### Miejsca w klasyfikacji generalnej
| Sezon     | Miejsce |
| --------- | ------- |
| 1979/1980 | 64.     |
| 1980/1981 | 43.     |

### Miejsca w poszczególnych konkursach indywidualnychPucharu Świata
| Źródło | Źródło                 | Źródło                 | Źródło        | Źródło        | Źródło  | Źródło       | Źródło      | Źródło      | Źródło   | Źródło   | Źródło       | Źródło       | Źródło       | Źródło      | Źródło    | Źródło       | Źródło | Źródło | Źródło | Źródło | Źródło  | Źródło  | Źródło              | Źródło              | Źródło | Źródło | Źródło | Źródło | Źródło | Źródło | Źródło | Źródło | Źródło | Źródło | Źródło | Źródło | Źródło | Źródło | Źródło | Źródło | Źródło | Źródło | Źródło | Źródło | Źródło | Źródło | Źródło | Źródło | Źródło |
| --- | ---------------------- | ---------------------- | ------------- | ------------- | ------- | ------------ | ----------- | ----------- | -------- | -------- | ------------ | ------------ | ------------ | ----------- | --------- | ------------ | ------ | ------ | ------ | ------ | ------- | ------- | ------------------- | ------------------- | ------ | ------ | ------ | ------ | ------ | ------ | ------ | ------ | ------ | ------ | ------ | ------ | ------ | ------ | ------ | ------ | ------ | ------ | ------ | ------ | ------ | ------ | ------ | ------ | ------ |
| Sezon 1979/1980 |                        |                        |               |               |         |              |             |             |          |          |              |              |              |             |           |              |        |        |        |        |         |         |                     |                     |        |        |        |        |        |        |        |        |        |        |        |        |        |        |        |        |        |        |        |        |        |        |        |        |        |
| Cortina d'Ampezzo | Oberstdorf             | Garmisch-Partenkirchen | Innsbruck     | Bischofshofen | Sapporo | Sapporo      | Thunder Bay | Thunder Bay | Zakopane | Zakopane | Saint-Nizier | Saint-Nizier | Sankt Moritz | Gstaad      | Engelberg | Vikersund    | Lahti  | Lahti  | Falun  | Oslo   | Planica | Planica | Szczyrbskie Jezioro | Szczyrbskie Jezioro | punkty |        |        |        |        |        |        |        |        |        |        |        |        |        |        |        |        |        |        |        |        |        |        |        |        |
| - | -                      | -                      | -             | -             | -       | -            | 17          | ?           | -        | -        | -            | -            | 5            | 17          | 30        | -            | -      | -      | -      | -      | -       | -       | -                   | -                   | 11     |        |        |        |        |        |        |        |        |        |        |        |        |        |        |        |        |        |        |        |        |        |        |        |        |
| Sezon 1980/1981 |                        |                        |               |               |         |              |             |             |          |          |              |              |              |             |           |              |        |        |        |        |         |         |                     |                     |        |        |        |        |        |        |        |        |        |        |        |        |        |        |        |        |        |        |        |        |        |        |        |        |        |
| Oberstdorf | Garmisch-Partenkirchen | Innsbruck              | Bischofshofen | Harrachov     | Liberec | Sankt Moritz | Gstaad      | Engelberg   | Ironwood | Ironwood | Sapporo      | Sapporo      | Thunder Bay  | Thunder Bay | Chamonix  | Saint-Nizier | Lahti  | Lahti  | Falun  | Oslo   | Bærum   | Planica | Planica             | punkty              | punkty | punkty | punkty | punkty | punkty | punkty | punkty | punkty | punkty | punkty | punkty | punkty | punkty | punkty | punkty | punkty | punkty | punkty |        |        |        |        |        |        |        |
| 46 | 31                     | 56                     | 28            | -             | -       | -            | -           | -           | -        | -        | 18           | 13           | 16           | 37          | 7         | 14           | 28     | 12     | 54     | -      | -       | 25      | 58                  | 18                  | 18     | 18     | 18     | 18     | 18     | 18     | 18     | 18     | 18     | 18     | 18     | 18     | 18     | 18     | 18     | 18     | 18     | 18     |        |        |        |        |        |        |        |
| Legenda |                        |                        |               |               |         |              |             |             |          |          |              |              |              |             |           |              |        |        |        |        |         |         |                     |                     |        |        |        |        |        |        |        |        |        |        |        |        |        |        |        |        |        |        |        |        |        |        |        |        |        |
| 1 2 3 4-10 11-15 poniżej 15 - – zawodnik nie wystartował ? – brak danych (zawodnik nie wystartował lub zajął miejsce poniżej 15) |                        |                        |               |               |         |              |             |             |          |          |              |              |              |             |           |              |        |        |        |        |         |         |                     |                     |        |        |        |        |        |        |        |        |        |        |        |        |        |        |        |        |        |        |        |        |        |        |        |        |        |

### Turniej Czterech Skoczni

#### Miejsca w klasyfikacji generalnej
| Sezon     | Miejsce |
| --------- | ------- |
| 1980/1981 | 37.     |

### Turniej Szwajcarski

#### Miejsca w klasyfikacji generalnej
| Sezon | Miejsce |
| ----- | ------- |
| 1980  | 14.     |